# Discografia di Vinicio Capossela
La discografia di Vinicio Capossela parte dal 1990, con l'uscita di All'una e trentacinque circa.

## Album

### Album in studio
- 1990 – All'una e trentacinque circa
- 1991 – Modì
- 1994 – Camera a sud
- 1996 – Il ballo di San Vito
- 2000 – Canzoni a manovella
- 2006 – Ovunque proteggi
- 2008 – Da solo
- 2011 – Marinai, profeti e balene
- 2012 – Rebetiko Gymnastas
- 2016 – Canzoni della cupa
- 2019 – Ballate per uomini e bestie
- 2023 – Tredici canzoni urgenti
- 2024 – Sciusten feste n.1965

### Album dal vivo
- 1998 – Liveinvolvo (con la Kočani Orkestar)
- 2006 – Nel niente sotto il sole - Grand tour 2006
- 2009 – Solo Show Alive

### EP
- 2011 –  La nave sta arrivando
- 2020 – Bestiario d'amore

### Raccolte
- 2003 - L'indispensabile (CGD East West)
- 2010 - The story-faced man

### Album video
- 2003 - Liveinvolvo (CGD East West)

## Singoli
- 1992 – La regina del Florida
- 1996 – Il ballo di San Vito
- 2000 – Con una rosa
- 2003 – Si è spento il sole
- 2006 – Medusa cha cha cha
- 2006 – Dalla parte di Spessotto
- 2008 – In clandestinità
- 2011 – Pryntyl
- 2012 – Abbandonato (Los ejes de mi carreta)
- 2016 – Il Pumminale
- 2019 – Il povero Cristo
- 2020 – +Peste (con Young Signorino)
- 2023 – La crociata dei bambini
- 2023 – La parte del torto
- 2024 – Voodoo mambo

## Partecipazioni
- 1993 – Tornar, in Canzonacce di Paolo Rossi
- 1993 – Il pugile sentimentale (cover di Vladimir Semënovič Vysockij), in Il volo di Volodja, cd del Club Tenco
- 1994 – Decervellamento e Killer, in Hammamet e altre storie di Paolo Rossi
- 1999 – Se potessi amore mio (cover di Luigi Tenco), in Roba di Amilcare, cd del Club Tenco
- 1999 – Il ballo di San Vito, in La notte del Dio che balla
- 2002 – Bolle di sapone, in Canzoni per te-Dedicato a Sergio Endrigo, cd del Club Tenco
- 2002 – Santissima dei naufragrati, in Matri mia della Banda ionica
- 2008 – Viva la libertà, in Bruno Lauzi & Il Club Tenco, cd del Club Tenco
- 2008 – Polpo, nella versione italiana di Carried To Dust dei Calexico[1]
- 2009 – Lontano lontano, in Luigi Tenco-Inediti, cd del Club Tenco
- 2010 – Adius, in E continuo a cantare-Omaggio a Piero Ciampi
- 2010 – Letami, Casa e Luce, in Parlare con Anna dei Saluti da Saturno[2]
- 2011 – Valzer per un amore, in duetto con Fabrizio De André, in Sogno n°1 della London Symphony Orchestra
- 2013 – Itaca, in Dalla in jazz
- 2020 – Vedi cara, in Note di viaggio - Capitolo 2: non vi succederà niente di Francesco Guccini[3]
- 2020 – +Peste, in Calmo di Young Signorino
- 2020 – Camino y hablo solo, in Oasis di Daniel Melingo